# اچ‌ام‌اس کاپلین (۱۸۰۴)
اچ‌ام‌اس کاپلین (۱۸۰۴) (به انگلیسی: HMS Capelin (1804)) یک کشتی بود که طول آن ۵۵ فوت ۲ اینچ (۱۶٫۸ متر) بود. این کشتی در سال ۱۸۰۴ ساخته شد.